# Faramea saldanhaei
Faramea saldanhaei là một loài thực vật có hoa trong họ Thiến thảo. Loài này được Glaz. mô tả khoa học đầu tiên năm 1909.